# روس ماكفرلين
روس ماكفرلين (بالإنجليزية: Ross McFarlane)‏ (6 ديسمبر 1961 بغلاسكو في المملكة المتحدة - ) هو لاعب كرة قدم بريطاني في مركز الدفاع. لعب مع نادي كلايد ونادي كوينز بارك.

## وصلات خارجية
- روس ماكفرلين على موقع قاعدة بيانات كرة القدم.إي يو (الإنجليزية)